# Cse Ju

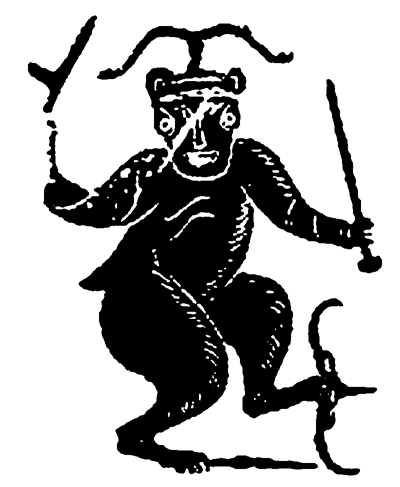
Cse Ju (Chi You)-ábrázolás egy i. sz. 2. század közepéről származó sír reliefjén

Cse Ju (kínaiul: 蚩尤; pinjin (pinyin) hangsúlyjelekkel: Chī Yóu) a neolitkorban létezett egykori „kilenc li” (csiu li (jiu li) 九黎) törzs vezére, törzsfője volt a mai Kína területén. A történeti források lázadó vezérként mutatják be, aki rátámadt a később Sárga Császár néven ismertté vált Hszüan-jüan (Xuanyan)ra. Kettejük harca a kínai mitológia és a kínai történeti hagyomány egyik jelentős, sokat hivatkozott eseménye. A hagyomány Cse Ju (Chi You)nak tulajdonítja jó néhány fegyver feltalálását is, kultusza a történelem során sokáig jelentős volt. A Dél-Kínában élő hmongok hagyományai szerint Cse Ju (Chi You) egy bölcs király volt, akit ősüknek tekintenek.

## Leírása

### Személye
Cse Ju (Chi You) egyik legkorábbi említése az i. e. 100 körül összeállított A történetíró feljegyzései című műben bukkan fel. Ekkor még csak „kegyetlennek”, „ádáznak” (pao (bao) 暴) nevezik, de nyoma sincs annak, hogy valamiféle szörny lett volna, A későbbi források legtöbbje azonban már egyértelműen kihangsúlyozza nem-emberi, szörnyeteg, fenevad jellegét. Az ugyancsak Han-kori Sárkányokkal és halakkal teli folyók albuma (Lung jü ho tu (Long yu he tu) 《龍魚河圖》) című műben például ez olvasható:

„蚩尤兄弟八十一人，並獸身人語，銅頭鐵額，食砂石子，造五兵仗刀戟大弩，威振天下。

Cse Ju (Chi You)nak nyolcvanegy fivére volt, s mindnek állatteste. Emberi nyelven beszéltek, bronz fejük és acél homlokuk volt, s kavicsokat köveket ettek. (Cse Ju (Chi You)) készítette el az ötféle fegyvert, a szablyát, az alabárdot és a számszeríjat, hogy rettenetet keltsen az égalattiban.”

A forrás érdekessége, hogy nem csak Cse Ju (Chi You) szörnyjellegének leírását tartalmazza, hanem bizonyos fegyverek feltalálását is neki tulajdonítja. Az ilyetén kultúrhéroszi szerepe a hagyományban később általánossá vált.
A kb. 5. században íródott Meglepő dolgok leírása (Su ji csi (Shu yi ji) 《述異記》) című gyűjtemény beszámolója szerint Cse Ju (Chi You) kinézete még bizarabb:

„蚩尤，人身牛蹄，四目六手。涿鹿間往往掘得髑髏如銅鐵，蚩尤骨也。

Cse Ju (Chi You) embertestű, bikapatájú (lény), akinek négy szeme és hat karja van. A Csolu (Zhuolu)nál gyakorta kiásnak (a földből) acélkeménységű csontokat, amelyek Cse Ju (Chi You) csontjai.”

A Szung (Song)-kori Zene könyvében (Jüe su (Yue shu) 《樂書》) az olvasható:

„蚩尤氏頭有角，與黃帝鬥，以角抵人。今冀州有樂名《蚩尤戲》，其民兩兩戴牛角而相抵。

Cse Ju (Chi You) népe a homlokán szarvakat viselt, s a Sárga Császárral vívott harca során felöklelte az embereket. Manapság Csicsou (Jizhou) vidékén létezik egy »Cse Ju (Chi You) játék« elnevezésű szórakozás, melynek során két-két, a fejükön szarvakat viselő ember felökleli egymást.”

A Cse Ju (Chi You)ra vonatkozó tengernyi leírás, utalás és hivatkozás közül csak a legjellemzőbbek olvashatók itt. A forrásokból annyi világosan kiderül, hogy az egykori, feltehetően a újkőkorszak vége felé, a bronzkor elején (kb. 3. évezred közepe) élt idegen, barbár törzsfő alakja a történelemben, a mitologizáció során egyre jobban állati, zoomorf alakot öltött.
Egy Han-kori, az i. sz. 2. századból származó sír egyik reliefjén, amely Cse Ju (Chi You)t ábrázolja, már félig emberként, félig állatként jelenik meg, párducfeje van, tigriskarma, a feje fölött pajzs, egyik kezében fejsze, a másikban kard, a bal lábával számszeríjon, a jobb lábával pedig bárdon tapos.

### Törzse
A legtöbb forrás egyetért abban, hogy Cse Ju (Chi You) az úgy nevezett „kilenc li” (csiu li (jiu li) 九黎) törzs vezére, törzsfője lehetett. Azonban a törzs etnikai hovatartozásának megállapítása nem könnyű, és azt a lehetőséget sem lehet kizárni, hogy egy etnikailag nem homogén közösségről lehetett szó.
A kb. az i. sz. 4. században íródott A fejedelemségek történetei című mű szerint Cse Ju (Chi You) li népe az ősi szan miao (san miao) 三苗, vagy "három miao" néppel állt rokoni kapcsolatban. A Dél-Kínában élő hmong nép a mai napig Cse Ju (Chi You)t tekinti az ősének. A hmongok a miao nép (miao zu (miao cu, kínai) 苗族) egyik alcsoportját alkotják. A kínai tudós, Veng Tu-csien (Weng Dujian) úgy véli, hogy mind a „kilenc li”, mind pedig a szan miao (san miao) törzs a déli barbároknak tartott ősi man 蠻 néphez tartozhattak. Olyan források is léteznek, melyek Cse Ju (Chi You) a keleti barbár tung-ji (dongyi) 東夷 nép tagjának tekintik.

## Harca
Az egyik legkorábbi, de mindenképpen a legteljesebb beszámoló a lázadó Cse Ju (Chi You) harcáról a Sárga Császárral Sze-ma Csien (Sima Qian) művében, A történetíró feljegyzéseiben olvasható:

„軒轅之時，神農氏世衰。諸侯相侵伐，暴虐百姓，而神農氏弗能征。於是軒轅乃習用干戈，以征不享，諸侯咸來賓從。而蚩尤最為暴，莫能伐。炎帝欲侵陵諸侯，諸侯咸歸軒轅。軒轅乃修德振兵，治五氣，藝五種，撫萬民，度四方，教熊羆貔貅貙虎，以與炎帝戰於阪泉之野。三戰然後得其志。蚩尤作亂，不用帝命。於是黃帝乃徵師諸侯，與蚩尤戰於涿鹿之野，遂禽殺蚩尤。

Hszüan-jüan (Xuanyuan) idején, Sen-nung (Shennong) hatalma hanyatlásnak indult. A fejedelmek sorra egymásra rontottak, kegyetlenül sanyargatták a népeket, csakhogy Sen-nung (Shennong) nem volt képes megfékezni őket. Így aztán Hszüan-jüan (Xuanyuan) begyakorolta a fegyverek használatát, hogy megregulázza a rebelliseket. A fejedelmek eljöttek hozzá, és sorra behódoltak. Ám mind közül a legádázabb Cse Ju (Csi You) volt, akit senki sem volt képes legyűrni. Jen-ti (Yandi) le akarta igázni a fejedelmeket, épp ezért a fejedelmek megtértek Hszüan-jüan (Xuanyuan)hoz, aki az erényt ápolta, felfegyverkezett, az öt csi (qi)vel kormányzott, az ötféle gabonát művelte, megbékéltette a népeket, s országa határait mind a négy égtáj felé kiterjesztette. Beidomíttatta a fekete és a barna medvéket, a pi-hsziu (pixiu)-leopárdokat, a csu (chu)-párducokat és a tigriseket, s ezek segítségével vívott meg Jen-ti (Yandi)vel a Pancsüan (Banquan) pusztában, s három ütközetet követően célját meg is valósította. Cse Ju (Chi You) azonban fellázadt és nem volt hajlandó engedelmeskedni a császári parancsnak. Ezért aztán a Sárga Császár hadba hívta a fejedelmeket, s megütköztek Cse Ju (Csi You)val a Csolu (Zhuolu) pusztában, ahol el is fogták és kivégezték őt.”

Későbbi források további részleteket is tudni vélnek a legendás ütközetről. Az i. sz. 4-5. században összeállított Régi és mostani feljegyzések (Ku csin csu (Gu jin zhu) 《古今注》） arról tudósít, hogy a Sárga Császárnak tulajdonított egyik találmány is, a „délre mutató szekér” (cse nan csö (zhi nan che) 指南車) megalkotását épp Cse Ju (Chi You) csodás képességének semlegesítése indokolta a Csolu (Zhuolu)nál vívott csatában:

„黃帝與蚩尤戰於涿鹿之野，蚩尤作大霧，兵士皆迷。於是作指南車以示四方，遂擒蚩尤而即帝位。

A Sárga Császár megütközött Cse Ju (Chi You)val a csolu (zhuolu)i pusztaságban. Cse Ju (Chi You) azonban hatalmas ködöt támasztott, amiben a katonák mind elvesztek. Ekkor (a Sárga Császár) elkészítette a délre mutató szekeret, amivel meg lehetett határozni a négy égtájat. Ezt követően elfogták Cse Ju (Chi You)t, a császár pedig trónra lépett.”

Az i. sz. 3. században íródott Széles körű beszámoló a dolgokról （Kuang po-vu cse (Guang bowu zhi) 《廣博物誌》） nem csak a délre mutató szekér feltalálásról tesz említést, de a két fél által használt haderőnemet is megnevezi:

„黃帝用車戰，蚩尤用騎戰。蚩尤作霧，黃帝作指南車。

A Sárga Császár szekereket használt a csatában, Cse Ju (Chi You) pedig könnyűlovassággal harcolt. Cse Ju (Chi You) ködöt támasztott, a Sárga Császár pedig elkészítette a délre mutató szekeret.”

Olyan későbbi beszámolók is vannak, melyek szerint a Sárga Császár és Cse Ju (Chi You) hetvenkétszer vagy hetvenötször csaptak össze seregeikkel Csolu (Zhuolu)nál, ami végül a Sárga Császár győzelmével zárult. A források zöme megemlíti a Cse Ju (Chi You) támasztotta ködöt, ami egyes forrásokban három napig tartott, más források szerint pedig 3 800 kínai mérföld (li 裏) kiterjedésű volt. Valamennyi forrás egyetért abban, hogy a harcot követően Cse Ju (Chi You)t elfogták és kivégezték, esetenként azzal is találkozni, hogy a kivégzést lefejezés formájában hajtották végre.
A Sárga Császárnak ez volt a második dicsőséges haditette. Az elsőt Jen (Yan) császárral vívta a Pancsüan (Banquan) 阪泉 pusztában. Vannak olyan feljegyzések is, amelyek szerint Cse Ju (Chi You) Jen (Yan) császár egyik vezére vagy leszármazottja volt, és bosszúból támadt a Sárga Császárra. Más változatok szerint Cse Ju (Chi You) előbb Jen (Yan) császárt győzte le, majd a déli területek elfoglalását követően a Sárga Császár ellen fordult.

## Hatása
A történetíró feljegyzései szerint Csin Si Huang-ti (Qin Shi Huangdi) a harc és a háború isteneként tekintett Cse Ju (Chi You)ra. A Han-dinasztia megalapítója, Liu Pang (Liu Bang) 劉邦 (i. e. 256/247 – i. e. 195) pedig Cse Ju (Chi You) szentélyében mutatott be áldozatot, mielőtt harca indult volna Hsziang Jü (Xiang Yu) 項羽 (i. e. 232–202) ellen.
A 18. században olyan elmélet is született, amely szerint az ókori szertartási bronzedények jellegzetes díszítőmotívuma, a szörnyfejet ábrázoló, úgynevezett tao-tie (taotie) maszk Cse Ju (Chi You) levágott fejét szimbolizálja. Erről tanúskodik a Csing (Qing)-dinasztia idején élt festő, Lo Ping (Luo Ping) 羅聘 (1733–1799) leírása is:

„A Sárga Császár megparancsolta a kíséretében lévőknek, hogy fejezzék le Cse Ju (Chi You)t... Látva, hogy a feje elvált a testétől, a későbbi bölcsek ezt a képet a szertartási edényekre vésték, mintegy figyelmeztetés gyanánt azoknak, akik a hatalom és a gazdagság után sóvárognak.”

Mindent összevetve elmondható, hogy Cse Ju (Chi You) kultusza Kína északi részén volt a legelterjedtebb, itt még az i. sz. 6. században is áldozatot mutattak be a tiszteletére. Az i. sz. első századokban Cse Ju (Chi You) ábrázolásait Csung Kuj (Zhong Kui)éhoz hasonlóan a gonosz szellemek elleni védekezésül használták. Cse Ju (Chi You) kapcsolatba hozható a vas elemével, neki tulajdonítják egyes fegyverek feltalálását. A középkorban azonban Cse Ju (Chi You)t már egyértelműen lázadónak tekintették, aki az emberséges Sárga Császárra rontott. Alakját többször ábrázolták az irodalomban is, többek között a 13–14. századi színművekben.

### Magyarul
- ↑ Kínai mitológia 1988:  „Kínai mitológia”. In Mitológiai enciklopédia II. kötet, 385-456. o. Fordította: Kalmár Éva. Budapest: Gondolat Kiadó, 1988. ISBN 963 282 028 2 II. kötet
- ↑ Vasziljev 1977:  Vasziljev, L. Sz.: Kultuszok, vallások és hagyományok Kínában. Budapest: Gondolat Kiadó, 1977. ISBN 963 280 475 9

### Idegen nyelven
- ↑ Du Wenyu 2007:  Tu Ven-jü (Du Wenyu) 杜文玉 (szerk.). Tu suo Csung-kuo ku-taj ping-csi jü ping-su (Tu shuo Zhongguo gudai bingqi yu bingshu) 《图说中国古代兵器与兵书》 („A régi Kína fegyvereinek és katonai műveinek illusztrált története”). Si-csie tu-su csu-pan (Shijie tushu chuban) 世界图书出版, Hszi'an (Xi'an) 西安, Peking (Beijing) 北京, Kuangcsou (Guangzhou) 广州, Sanghaj (Shanghai) 上海 2007. ISBN 978-7-5062-8517-9
- ↑ Needham 1965:  Joseph Needham. Science and Civilization in China: Volume 4, Physics and Physical Technology, Part 2: Mechanical Engineering. Cambridge: Cambridge University Press.